# San Michele Salentino
San Michele Salentino ist ein Dorf mit 6079 Einwohnern (Stand 31. Dezember 2023) in Italien in der Region Apulien, Provinz Brindisi.
Die angrenzende Gemeinden sind Ceglie Messapica, Francavilla Fontana, Latiano, Ostuni und San Vito dei Normanni.

## Geschichte
San Michele Salentino entwickelte sich aus dem Gut Masseria Nova, das Ende des 18. Jahrhunderts gegründet wurde. Im Jahr 1861 hatte der Ort eine Bevölkerung von etwa 850 Einwohnern, die sich rasch vergrößerte. 1901 lebten dort schon über 2500 Einwohner. In diesem Jahr erlangte der Ort Selbständigkeit als Kirchengemeinde. 1913 wurde dem Ort nach heftigen Protesten der Bevölkerung Teilautonomie gewährt, 1928 wurde er, auch als politische Gemeinde aus San Vito dei Normanni ausgegliedert, selbständig.
In der Wirtschaft spielt auch heute noch die Landwirtschaft, neben dem Tourismus eine bedeutende Rolle.